# استفانو دالا آکوا
استفانو دالا آکوا (انگلیسی: Stefano Dall'Acqua؛ زادهٔ ۱۳ ژوئیهٔ ۱۹۸۱) بازیکن فوتبال اهل ایتالیا است.
از باشگاه‌هایی که در آن بازی کرده‌است می‌توان به باشگاه فوتبال رجینا، باشگاه فوتبال فوجا، باشگاه فوتبال ارورا پرو پاتریا ۱۹۱۹، باشگاه فوتبال چیتادلا، باشگاه فوتبال کاتانیا، باشگاه فوتبال رجانا، باشگاه فوتبال یووه استابیا، باشگاه فوتبال نووارا، و باشگاه فوتبال اتلتیکو آرتزو اشاره کرد.
وی همچنین در تیم ملی فوتبال زیر ۲۱ سال ایتالیا بازی کرده‌است.